# ディラン・ピエリアス
ディラン・ピエリアス（Dylan Pierias, 2000年2月20日 - ）は、オーストラリア・メルボルン出身のサッカー選手。ウェスタン・シドニー・ワンダラーズFC所属。ポジションはMF。

## クラブ歴
メルボルン生まれ。2017年2月11日の試合で16歳ながらメルボルン・シティFCのトップチームデビューを果たし、Aリーグ史上初の2000年代生まれの出場となった。同年にはネクスト・ジェネレーション2017にも選出された。しかし出場機会が増えず、主にリザーブチームでプレーした。
2019年にAリーグに新参戦したウェスタン・ユナイテッドFCの初代メンバーの一員として加入。2021年5月に2年の契約延長をした。

## 代表歴
AFC U-16選手権2016、AFC U-19選手権2018、東京オリンピックなどの大会でオーストラリア代表として参加した。

## 個人
生まれはオーストラリアであるが、血筋としてはギリシャ領マケドニアに出自を持つマケドニア人である。